# Tab (toetsenbord)

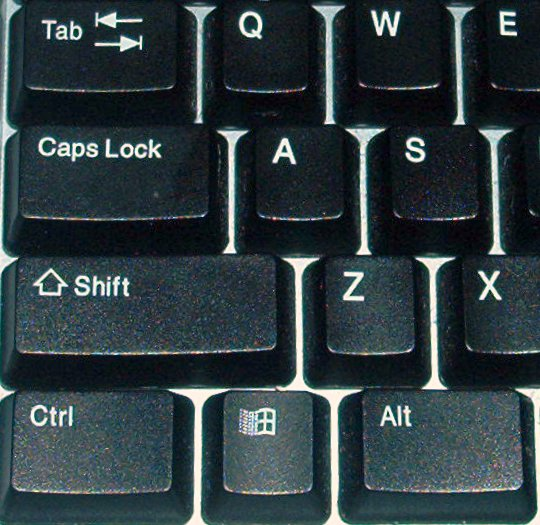
De tabtoets op een computertoetsenbord, helemaal linksboven

Tab is een toets op het toetsenbord van computers en schrijfmachines, die voornamelijk dient om de invoegpositie (op een computer) of de wagen (van een schrijfmachine) een bepaald aantal tekens, of tot een bepaald punt op de regel, te verplaatsen: de zogenaamde tabstop. De tabtoets is voorzien van de tekst "Tab" en/of één of twee horizontale pijltjes, waarvan de punt tegen een verticaal lijntje aankomt.

## Schrijfmachines
Op een schrijfmachine die voorzien is van een tabtoets kunnen tabstops via een mechanisme ingesteld worden op verschillende posities. Door op de tabtoets te drukken, zal de wagen (met het papier erop) snel doorschuiven tot de eerstvolgende tabstop bereikt is. Hiermee is het mogelijk om de regels van kolommen netjes onder elkaar uit te lijnen zonder dat hiervoor de spatiebalk een heleboel keer ingedrukt hoeft te worden. Tab is de afkorting voor tabulator, hetgeen betekent 'kolommensteller'.

## Computers
Niet alle computers waren voorzien van een tabtoets, maar deze toets is tegenwoordig standaard op bijna elk toetsenbord te vinden. De functie ervan hangt af van verschillende zaken, waaronder het gebruikte besturingssysteem maar vooral het programma waarmee gewerkt wordt.

### Tabstops
In bijna elke tekstverwerker kunnen tabstops geplaatst worden die qua functionaliteit hetzelfde zijn als op een schrijfmachine: door op de tabtoets te drukken, zal de invoegpositie naar de eerstvolgende tabstop gaan.
In programma's die geen tabstops gebruiken, of wanneer de gebruiker van een tekstverwerkers geen tabstops gedefinieerd heeft, vervult de tabtoets vaak toch een soortgelijke functie. De invoegpositie schuift dan meestal op tot een vaste positie: vaak tot de eerstvolgende hele centimeter of halve inch in tekstverwerkers. In teksteditors is een tab meestal gelijk in breedte aan vier of acht spaties (maar is maar één teken, en gebruikt dus ook maar 1 byte in plaats van 4 of 8), of voegt de toets spaties in tot de eerstvolgende tabstop bereikt is.
In een platte tekst wordt de tab gerepresenteerd door een tab-karakter.

### Sneltoetsen
In grafische gebruikersomgevingen heeft de tabtoets vaak meerdere functies. De voornaamste is dat de toets meestal gebruikt kan worden om tussen widgets te schakelen: bijvoorbeeld in een venster met daarop meerdere knoppen, kan door op de tabtoets te drukken, naar de volgende knop geschakeld worden (een druk op de spatiebalk of enter activeert dan vaak de knop), waardoor de muis niet gebruikt hoeft te worden. Met shift-tab kan worden teruggegaan.
Ook wordt in grafische omgevingen de tabtoets vaak gebruikt in combinatie met een andere toets om snel tussen openstaande vensters en/of programma's te schakelen. Onder Microsoft Windows en het X Window System wordt dit gedaan met de sneltoets Alt-tab (of Windowstoets-tab om Windows Flip 3D te activeren), terwijl onder Mac OS de combinatie Command-tab gebruikt wordt.

### Commando's aanvullen
In Unix shells dient de tabtoets vaak om commando's en bestandsnamen aan te vullen, zodat niet het hele commando of de hele bestandsnaam ingetypt hoeft te worden: er hoeven alleen genoeg tekens ingetypt te worden om het commando of de bestandsnaam te kunnen identificeren, waarna een druk op de tabtoets de rest aanvult. Om bijvoorbeeld naar de map Documenten te gaan, voldoet het vaak al om alleen cd Do in te typen en op tab te drukken, waarna de shell zelf de overige letters invult.
Wanneer aanvullen niet mogelijk is, klinkt meestal een geluid; wordt dan nog een keer op tab gedrukt, dan zal een lijst met alle mogelijke aanvullingen voor de al ingetypte reeks tekens getoond worden.
Deze functionaliteit is niet in MS-DOS aanwezig, maar kon toegevoegd worden door extra programmatuur te installeren. Het DOS-prompt-venster van latere versie van Microsoft Windows vult wel aan op dezelfde manier als Unix-shells, maar toont geen overzicht van alle mogelijke aanvullingen als er meerdere zijn; in plaats daarvan kan door meermalen op de tab-toets te drukken, door de beschikbare commando's gerouleerd worden (die beginnen met de expliciet ingetoetste letters).

## Toetsenbord
Op een IBM/Windows toetsenbord (QWERTY) is het een van de toetsen aan de linkerkant: